# Ibshek
Ibshek fou probablement una petita ciutat al nord d'Abu Simbel, on hi ha un petit temple dedicat al deu Hathor que s'esmenta com a Hathor d'Ibshek. També una capella dedicada a Hathor d'Ibshek es troba la propera ciutat de Faras.